# Рота, Энтони
Э́нтони Ро́та MP (англ. Anthony Rota; род. 15 мая 1961, Норт-Бей, Онтарио) — канадский политик, член Палаты общин Канады от избирательного округа Ниписсинг — Тимискаминг (2004—2011, с 2015). Спикер Палаты общин Канады с 5 декабря 2019 по 27 сентября 2023 года.

## Ранние годы жизни. Деловая карьера
Родился 15 мая 1961 года в городе Норт-Бей, провинция Онтарио в семье итальянского происхождения.
Окончил Университет Уилфрида Лорье со степенью бакалавра искусств по политологии и Оттавский университет со степенью магистра делового администрирования, также изучал финансы в Алгонкин-колледже. Работал в Canadian Technology Network, был руководителем онтарийского филиала Программы содействия промышленным исследованиям (англ. Industrial Research Assistance Program, IRAP).

## Политическая карьера
Политическая карьера Энтони Рота началась в начале 2000-х годов, когда он бы избран членом городского совета своего родного города Норт-Бей, возглавив в горсовете комитет по планированию и экономическому развитию.
В начале 2004 года Рота успешно дебютировал в федеральной политике, выиграв праймериз Либеральной партии Канады в избирательном округе Ниписсинг — Тимискаминг, набрав во втором туре 52 % голосов и опередив троих соперников — Сьюзен Черч, Хью Маклахлана и Джо Синикропа. На федеральных выборах, состоявшихся в июне того же года, он с небольшим перевесом победил кандидата от Консервативной партии Канады Эла Макдональда.
Успешно переизбирался в Палату общин на выборах 2006 и 2008 годов. Был председателем парламентской фракции либералов, отметился на этом посту критикой консервативного правительства Стивена Харпера, в частности — реализуемой консерваторами программы экономического развития Северного Онтарио.
На федеральных выборах 2011 года вновь баллотировался в парламент, однако проиграл выборы, уступив своему сопернику — консерватору Джею Аспину всего 14 голосов. По правилам, установленным канадским избирательным законодательством, был проведён повторный пересчёт голосов: по его итогам Аспин, на этот раз набравший на 18 голосов больше Рота, был признан избранным депутатом. После поражения Рота временно ушёл из политики, став приглашённым преподавателем политологии в Университете Ниписсинга.
На выборах 2015 года Рота вновь выдвинул свою кандидатуру против Аспина, на этот раз одержав над ним уверенную победу. В новом составе парламента занимал пост помощника заместителя председателя Комитета всей палаты.
На выборах 2019 года вновь одержал победу, опередив консерватора Джорди Карра. 5 декабря 2019 года был избран спикером Палаты общин Канады, опередив своего однопартийца, действующего спикера Джеффа Ригана, консерваторов Жоэля Годена и Брюса Стентона, а также новодемократку Кэрол Хьюз. Избрание Рота на пост спикера стало возможным благодаря поддержке депутатов-консерваторов, которые проголосовали за него, дабы не допустить переизбрания Ригана на второй срок.
17 июня 2020 года Рота удалил из Палаты общин лидера Новой демократической партии Джагмита Сингха за использование непарламентских выражений — последний назвал депутата от Квебекского блока Алена Террьена «расистом».

## Скандал и отставка
22 сентября 2023 года Рота пригласил Ярослава Хунку (Гунько), ветерана дивизии СС «Галичина», сопровождать президента Украины Владимира Зеленского, и выступить в Палате общин Канады. Рота охарактеризовал Гунько как «украинско-канадского ветерана Второй мировой войны, который боролся за независимость Украины против русских и продолжает поддерживать войска сегодня, даже в своём 98-летнем возрасте». Рота похвалил Гунько, заявив, что «Он — украинский герой, канадский герой, и мы благодарим его за всю его службу». После похвалы Роты Палата общин аплодировала Гунько стоя, к аплодисментам присоединились премьер-министр Канады Джастин Трюдо, а также сам Зеленский и его жена.
26 сентября 2023 года Рота объявил о своей отставке с поста спикера Палаты представителей, официально покинул свой пост 27 сентября.

## Личная жизнь
Энтони Рота женат на франкоканадке Шанталь Пише-Рота (фр. Chantal Piché-Rota). Свободно говорит на английском, французском, итальянском и испанском языках.

## Комментарии
1. ↑  Канадское избирательное законодательство предусматривает обязательный пересчёт голосов в случае, если разрыв между кандидатами, занявшими два первых места составляет менее тысячи голосов